# Johnstonella holoptera
Johnstonella holoptera är en strävbladig växtart som först beskrevs av Asa Gray, och fick sitt nu gällande namn av Hasenstab och M.G.Simpson. Johnstonella holoptera ingår i släktet Johnstonella och familjen strävbladiga växter. Inga underarter finns listade i Catalogue of Life.